# Holakovszky László
Holakovszky László (Budapest, 1952. július 25. – Halásztelek, 2015. november 21.) gépészmérnök, újságíró és feltaláló, akihez több szabadalom és találmány kötődik.

## Élete
Gimnazistaként, a hatvanas években még zenész szeretett volna lenni, minden szabad idejében a zongora mellett ült. Aztán szülei unszolására mégis „polgári” foglalkozás felé fordult, elvégezte a miskolci Műszaki Egyetemet. Végzés után azonban apja, a Magyar Rádió közismert riportere, nyomdokaiba lépett, és újságíróként kezdte a pályáját. Már az egyetemen diákújságíró volt. Miskolci Műszaki Egyetem gépészmérnöki karának elvégzése után 1979-ben az Újító feltalálók lapjához került. Az országos lapnál töltött idő alatt számos új találmánnyal ismerkedett meg. Később az Ország-világ hetilapnál dolgozott, amely szélesebb közönségnek szólt, és az első négy színes országos hetilap egyike volt. Szabadon dolgozhatott, amit nagyon élvezett. 
Egy speciális sztereoszkópot kidolgozó idős fodrászmesterről írt riportjának készítése során megihlette a technikai újítás. A kezdetlegesen megvalósított megoldás lényege az volt, hogy aki belenézett a saját tükörképét más és más frizurákkal nézegethette. A riportalany szabadalmát továbbdolgozva elkészítette a készülék nagyméretű, kivetítős változatát, amelyre azonnal 3000 példányos megrendelést helyeztek kilátásba az NSZK területére. Sajnos a kivitelező hibájából a termékké formálás meghiúsult. Később 100 darab készült belőle. 
Ezt a berendezést számos találmány követte. 26 szabadalmat jelentett be 25 országban. Többek között a Frizura automatát, a Színvarázst, 4 féle video szemüveget, és a Kronoszkópot. A feltalálót idézve a "Kronoszkóp egy olyan távcső, amellyel nem a jelenbe, hanem a múltba lehet nézni", ezt digitálisan rekonstruált terekkel, vagy archív fényképekből készített panorámaképek segítségével valósítja meg. Többek között Aquincumban, a Szigligeti várban, a Diósgyőri és a Kisnánai várban várban is találkozhatunk a látványossággal. 
Édesapja riporter volt, innen eredeztethető újságírói érdeklődése, 1987-ig újságíróként, tudományos szakíróként dolgozott a Lapkiadó Vállalatnál.
Első díját a saját fejlesztésű „Bellalux” varázstükörért kapta. Az 1988-as BNV-n bemutatott termék OKISZ díjat kapott.
Fejlesztőmérnökként az optikai megjelenítés vált kedvenc területévé. Video-kép megjelenítő szemüvege 25 országban lett szabadalom. Több innovációs díjat nyert folyamatosan fejlesztett találmányával. Írásai a valóságról szólnak irodalmi nyelvezettel. Emellett zongorázott, komolyzenei darabokat írt.

## Az első sikeres találmány
Riportot készített egy idős budai fodrászmesterrel, aki kitalált egy frizurakiválasztó szolgáltatást. Az ötlet zseniális volt: a kuncsaft arcáról készített diaképet egy átvilágító dobozban összemontírozta különféle frizurák diaképével, s így előre, a kuncsafttal közösen kiválaszthatták, melyik frizura áll neki a legjobban. A megvalósítás azonban kezdetleges volt, a montázskészítés újdonsága pedig kétséges. Egy év telt el a riport után, amikor  megtalálta a piacképes, korszerű megoldást. A Bellalux névre keresztelt frizuramontázs-automata nemsokára ott volt minden budapesti áruházban, s a készülék elé leülő hölgy egy afféle „varázstükörben” gombnyomásra húszféle frizurát próbálhatott fel, a legjobban tetszőkkel önmagáról fotót is készíthetett. 1984-ben a Bellalux a Budapesti Nemzetközi Vásáron elnyerte az OKISZ-díjat. Romániától Svájcig és Amerikáig sok országba eljutott a készülék, Los Angelesben még egy céget is alapítottak a gyártására és forgalmazására. A diavetítéssel és montázstechnikával működő készüléket a számítógépes-videokamerás új fejlesztések szorították ki aztán a piacról.

## Magic Colors
Egy optikai játék következett, a Színvarázs (Magic Colors), amelyből nyolcezer darab talált vásárlóra Magyarországon, Németországban és Angliában. A tenyérnyi méretű, fény felé tartva huszonötféle színben játszó kis eszközhöz sok türelem kellett, mert milliónyi variáció közül kellett az egyetlen megoldást megtalálni, és közben játékosan el lehetett sajátítani az additív színkeverés elvét. A termék elnyerte a Genfi Nemzetközi Találmányi Szalon ezüstérmét.

## Virtuális valóság az 1980-as években
Holakovszky László érdeklődése a virtuális valóság (VR) felé fordult, amikor még kevesen ismerték ezt a fogalmat. Holakovszky eleve abból indult ki, hogy egy fejen viselt megjelenítőnek szemüveg-szerűen viselhetőnek és a kilátást nem akadályozónak kell lenni. A képet megjelenítő LCD-k oldalt, a halántékok előtt helyezkedtek el, a szemek előtt csupán a képet a retinára tükröző apró tükrök voltak, átlátszó rögzítő elemekkel, ezért a hatás az volt, mintha lebegne a virtuális kép a levegőben, s körülötte minden irányban akadálytalan volt a kilátás. Ez forradalmi gondolat volt abban az időben. Meg is kapta a szabadalmat 25 országban, Kínától Brazíliáig.  Holakovszky és a szabadalomba bevont segítőtársai eladták a hasznosítási jogokat egy San Franciscó-i üzletembernek, aki új céget alapított a gyártásra és forgalmazásra. A legjobb kaliforniai design irodát kérte fel a formatervezésre, amely valóban csodaszép, áramvonalas videoszemüveget tervezett. Csakhogy volt ebben némi csalás, mert mindenhol egy kicsit vékonyabb vagy lekerekítettebb volt a modell a lehetségesnél, nem fért el benne az elektronikai és optikai rendszer, nem lehetett megépíteni a prototípust. Nem baj, mondta az üzletember, a potenciális licencvevők nyilván így is el tudják képzelni, hogy működik. Nem tudták. Három év múlva a feltaláló összeveszett a céggel és felmondta a kizárólagosságot, hogy mással is tárgyalhasson. Így azonban ő sem ígérhetett másnak kizárólagosságot, a projekt elakadt.

## A video szemüveg
Már a nyolcvanas évek elején, a tévéképernyők növekedésének ellenére felismerte a videó szemüveg jelentőségét. 1994-ben Holakovszky továbbfejlesztette a találmányt. Különlegessége, hogy a készülék segítségével a kép környezete is zavartalanul érzékelhető. A szemüveg használatával tehát úgy látható a nagyfelbontású kép, hogy közben viselője szabadon mozoghat, kommunikálhat, illetve dolgozhat.

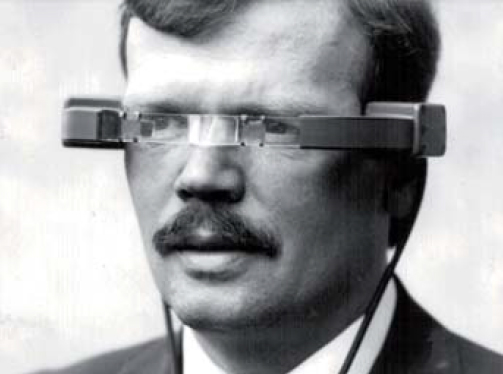
Holakovszky Video Glasses

Az eredmény egy minden addiginál kisebb, könnyebb megjelenítő lett, amelyet normál szemüvegkeret közepére lehetett csíptetni. A szemüvegre vonatkozó első szerződést a Videotonnal kötötte. Széles Gábor 1996-ban a világpiacon rendkívül jól értékesíthető terméknek nevezte, később az Albacomp vette át és ezresével készült. Az új találmányt szabadalmas társaival a székesfehérvári Albacomp Számítástechnikai Zrt.cégnek adta el, amely termékké fejlesztette és Albacomp Personal Monitor néven nemzetközileg forgalmazta. A termék húsz országba jutott el, vásárolt belőle többek között a Pentagon, a Nokia, a NASA, az Olympus, a Nissho Iwai és az izraeli légierő is, 25 országban védték a szabadalmát. A Pentagonban, a Nokiánál, több Japán cég és magyar cégeknél a mai napig használják. Az Amerikai Fegyveres Erők Parancsnoksága is ezt választotta, de a későbbi felbontás és látószög növelési igényre nem volt forrás.
Ugyan minden díjat megnyert, amit lehetett (többek közt a pittsburghi IMPEX Nemzetközi Találmányi Kiállítás aranyérmét és a budapesti Genius '96 Nemzetközi Találmányi Kiállítás és Vásár nagydíját. Kivitték Las Vegasba, a Comdex szórakoztató-elektronikai világkiállításra is, ahol egy szavazás alapján az IBM-et és a Sonyt megelőzve elnyerte a Best Wearable Computer Display Award díjat), időközben felfejlődött a konkurencia, és ma már százféle videoszemüveg van a piacon.
Közös hátrányuk azonban, hogy a kép a viselő személy látóterének a közepén lebeg és pont azt takarja ki, akit a legjobban nem kellene, a vele szemben álló embereket. Az sem éppen felhasználóbarát megoldás, hogy vezetékek lógnak ezekből a a szemüvegből, amelyeket csatlakoztatni kell a videojel forrásához (például hordozható DVD-lejátszóhoz, okostelefonhoz). A megoldás: bele kell építeni a videoszemüvegbe a számítógépet. Ezt az ötletét a K+F Kutatás-fejlesztési Tanácsadó Központ Kft.-nél valósította meg.

## Kronoszkóp
Az MTA Számítástechnikai és Automatizálási Kutató Intézete bízta meg azzal a feladattal, hogy  a romok helyén jelenítse meg a rekonstruált képet. Mindezt úgy oldotta meg, hogy egy távcső szerű, formatervezett oszlopos berendezés tetejére egy video szemüveghez hasonló megoldással sztereoszkópikus elven működő háromdimenziós, 180 fokban körbeforgatható berendezést készített. A három dimenzióban megjelenő környezetrekonstrukció származhat háromdimenziós számítógépes modellből, vagy archív felvételekből összeállított körpanorámából. A rendszert napsütés- és árnyékmérő műszerrel is ellátták, ami lehetővé teszi, hogy a virtuális épületeket az aktuális időjárási viszonyoknak megfelelően jelenítsék meg. Különösen jelentős az a Kronoszkóp, amelyhez előállította a XIX. század utolsó évtizedéből gyűjtött, a Lánchíd pesti hídfője közelében nagyjából egy pontból készített felvételeket egy körpanorámává.
A kronoszkóp 2011-ben megkapta a magyar szabadalmat és 2012-ben az Európa szabadalmat.
Aquincumban készült el az első Kronoszkóp, amelynek külön dombot emeltek, hogy onnan ókori városi körpanorámát lehessen látni. A második és harmadik a Diósgyőri Várba került. Ezután öt darab került a Kisnánai Várba, majd az Aquincumi helyszínre 100 házat is megjelenítő, mozifilmes technológiára épülő Kronoszkópot építettek. A szigligeti várba három darab került, amelyek háromdimenziós körpanoráma mozgóképen mutatják be az 1690-ben felrobbanó lőszertorony rombolását. Kisnánán is találunk belőle.

## Díjak és kitüntetések
- Genfi Találmányi Szalon – 1993, ezüstérem
- Concours Lépine Nemzetközi Találmányi Szalon, Párizs, – 1993, Miniszteri Különdíj
- Impex IX. Nemzetközi Találmányi Kiállítás, Pittsburg (USA) – 1993, Gold Medal
- Genius ’96 Nemzetközi Találmányi Kiállítás, Budapest – 1996, Nagydíj
- 2009-ben a magyar műemlékvédelemért létrehozott Forster Gyula Emlékérem (Aquincum – Kronoszkóp, Diósgyőri Vár számítógépes rekonstrukciója)
- Jedlik Ányos díj[14]
- Halásztelek Város Önkormányzata: Halásztelekért Érdemérem (2012.)